# مرقئة خيطية الشكل
مرقئة خيطية الشكل (الاسم العلمي: Sanguisorba filiformis) هو نوع من النباتات يتبع جنس المرقئة من الفصيلة الوردية.